# Herz und Mund und Tat und Leben
Herz und Mund und Tat und Leben (in tedesco "Cuore e bocca e azione e vita") BWV 147 o BWV 147a è una cantata sacra di Johann Sebastian Bach.

## Storia
Venne composta in buona parte a Weimar nel 1716 (BWV 147a) per l'Avvento, e venne ampliata nel 1723 a Lipsia per la festa della Visitazione (BWV 147). La prima esecuzione ebbe luogo il 2 luglio 1723 nella Thomaskirche di Lipsia.

### Versione di Weimar (BWV 147a)
La cantata si basa su un libretto scritto da Salomon Franck per la quarta settimana di Avvento. Il testo prevedeva solo i movimenti 1, 3, 7, 5, 9 e un diverso corale di chiusura.
Bach compose la musica di BWV 147a a Weimar nel 1716, ma probabilmente non concluse il lavoro e non lo fece eseguire. Questi erano i numeri musicali:
- 1. Coro: Herz und Mund und Tat und Leben (I. movimento della BWV 147)
- 2. Aria: Schäme dich, o Seele nicht (III. movimento)
- 3. Aria: Hilf, Jesu, hilf, daß ich auch dich bekenne (VII. movimento)
- 4. Aria: Bereite dir, Jesu, noch heute die Bahn (V. movimento)
- 5. Aria: Laß mich der Rufer Stimme hören (IX. movimento)
- 6. Corale: Dein Wort laß mich bekennen

### Versione di Lipsia (BWV 147)
Visto che Lipsia osservava il cosiddetto Tempus clausum (tempo di silenzio) dalla seconda alla quarta settimana d'Avvento, Bach non poteva farvi eseguire la cantata in quel periodo.
Pertanto la riadattò per la festa della Visitazione. Il testo della prima versione era impiegabile per qualsiasi festività che celebrasse Maria. Pertanto, per la nuova versione, Bach aggiunse recitativi con testo più attinente all'occasione in cui si sarebbe eseguita la cantata, cambiando anche l'ordine delle arie e sostituendo il corale finale con un altro da ripetersi due volte (imponendo così la divisione del lavoro in due parti). Le parole di questo corale (“Jesus bleibet meine Freude” e “Wohl mir daß ich Jesum habe”) sono quelle dei versi 6 e 16 del geistliches Lied Jesu, meiner Seelen Wonne (1661) di Martin Jahn.
Le letture previste per quel giorno sono Isaia 11: 1-5 e Luca 1: 39-56.

## Organico e struttura
La cantata richiede quattro solisti e coro SATB, una tromba festiva, due oboi (oboe d'amore, oboe da caccia), due violini, viola e basso continuo con fagotto. I dieci movimenti sono divisi in due sezioni: quelli dal primo al sesto sono da eseguire prima del sermone, quelli dal settimo al decimo sono da eseguire dopo il sermone.
1. Coro: Herz und Mund und Tat und Leben
2. Recitativo (tenore): Gebenedeiter Mund!
3. Aria (contralto, oboe d'amore): Schäme dich, o Seele nicht
4. Recitativo (basso): Verstockung kann Gewaltige verblenden
5. Aria (soprano, violino): Bereite dir, Jesu, noch itzo die Bahn
6. Corale: Wohl mir, daß ich Jesum habe
Parte seconda
7. Aria (tenore): Hilf, Jesu, hilf, daß ich auch dich bekenne
8. Recitativo (contralto): Der höchsten Allmacht Wunderhand
9. Aria (basso, tromba, oboi): Ich will von Jesu Wundern singen
10. Corale: Jesus bleibet meine Freude

## Musica
Il coro d'apertura suddivide il testo in tre sezioni (di cui la terza non è altro che una ripresa della prima), non dissimili tra loro nel carattere musicale. Il brano si apre con una sinfonia strumentale in stile fugato (eseguita da tromba, fagotto, archi e continuo), che si ripresenta sia alla fine, sia nella parte centrale (anche se un po' modificata) insieme al coro. Le tre sezioni terminano tutte con una parte accompagnata da solo basso continuo. La prima e l'ultima sezione iniziano con una fuga, eseguita dal coro con gli strumenti in raddoppio. Il soggetto della fuga si articola attraverso un lungo melisma di tre battute, imperniato sulla parola Leben (tedesco: vita).
Il tema viene enunciato dal soprano, seguito dal contralto una battuta dopo, dal tenore dopo altre due misure, e infine dal basso una misura dopo il tenore. Il rapido succedersi delle entrate vocali, da cui scaturisce una musica gioiosa, rende una visione positiva della vita. Nell'ultima sezione, infine, la struttura delle entrate vocali è la stessa, anche se va dal basso al soprano.
I tre recitativi richiedono organici differenti: il primo è accompagnato dagli accordi degli archi, il secondo è sostenuto dal solo continuo (recitativo secco). Il terzo, invece, è un recitativo accompagnato che impiega due oboi da caccia. Essi eseguono ripetutamente un motivo tenero e espressivo che termina appena il testo annuncia che il Bambino si muove (in tedesco: Hüpfen) nell'utero materno.
Le tre arie della cantata sono scritte per voce, strumenti solisti (nº 3 e nº 5), o solo basso continuo (nº 7). Solo l'ultima aria, che parla dei miracoli di Gesù, è accompagnata da tutta l'orchestra.
I movimenti nº 6 e nº 10 (i corali “Jesus bleibet meine Freude” e “Wohl mir das ich Jesum habe”), presentano la stessa musica, basata su una melodia di Johann Schop, intitolata Werde munter, mein Gemüthe usata da Bach anche nella Passione secondo Matteo sulle parole Bin ich gleich von dir gewichen (nº 40). Il semplice corale a quattro parti è incastonato all'interno di una struttura orchestrale in terzine, che trae la propria melodia dalla prima frase del cantus firmus, e che genera un'atmosfera pastorale..

### Jesus bleibet meine freude
Il movimento numero 10 (l'ultimo) ovvero il corale Jesus bleibet meine Freude (tonalità di sol maggiore e ritmo ternario) è sicuramente il più famoso di tutta la cantata in quanto presenta la melodia principale divenuta celeberrima, assai suonata nelle chiese cristiane durante la liturgia. Anche per questo motivo spesso l'intera cantata 147 è erroneamente intitolata come l'ultimo movimento.

## Jesus, Joy of Man's Desiring
La musica del corale è stata arrangiata per pianoforte da Myra Hess, a partire da una versione per coro di Hugh P. Allen. L'arrangiamento è noto nei paesi anglosassoni con il titolo di Jesus, Joy of Man's Desiring, traduzione in metrica dal tedesco "Jesus bleibet meine Freude" (in italiano "Gesù rimane la mia gioia").

## Discografia
- J.S. Bach Fritz Werner, Fritz Werner, Heinrich-Schütz-Chor Heilbronn, Pforzheim Chamber Orchestra, Ingeborg Reichelt, Margarethe Bence, Helmut Krebs, Franz Kelch, Erato 1957[4]
- Bach Cantatas Vol. 3  - Ascension Day, Whitsun, Trinity, Karl Richter, Münchener Bach-Chor, Münchener Bach-Orchester, Ursula Buckel, Hertha Töpper, John van Kesteren, Kieth Engen, Archiv Produktion 1961
- Bach Cantata BWV 147, Motets BWV 226, BWV 228, BWV 230, David Willcocks, King's college choir, Academy of Saint Martin in the Fields, Elly Ameling, Janet Baker, Ian Partridge, John Shirley-Quirk, EMI 1970
- Bach: 13 Sacred Cantatas & 13 Sinfonias, Helmut Winschermann, Nederlands Vocaal Ensemble, Deutsche Bachsolisten, Ileana Cotrubaș, Julia Hamari, Kurt Equiluz, William Reimer, Philips 1972
- Die Bach Kantate Vol. 12, Helmuth Rilling, Frankfurter Kantorei, Bach-Collegium Stuttgart, Arleen Augér, Helen Watts, Kurt Equiluz, Wolfgang Schöne, Hänssler 1977
- J.S. Bach: 6 Favourite Cantatas, Joshua Rifkin, OVPP, The Bach Ensemble, Jane Bryden, Drew Minter, Jeffrey Thomas, Jan Opalach, Éditions de l'Oiseau-Lyre 1985
- J.S. Bach: Cantatas, John Eliot Gardiner, Monteverdi Choir, English Baroque Soloists, Ruth Holton, Michael Chance, Anthony Rolfe Johnson, Stephen Varcoe, Archiv Produktion 1990
- J.S. Bach: Complete Cantatas Vol. 7, Ton Koopman, Amsterdam Baroque Orchestra & Choir, Lisa Larsson, Bogna Bartosz, Gerd Türk, Klaus Mertens, Antoine Marchand 1997
- J.S. Bach: Cantatas Vol. 12  - Cantatas from Leipzig 1723, Masaaki Suzuki, Bach Collegium Japan, Yukari Nonoshita, Robin Blaze, Gerd Türk, Peter Kooy, BIS 1999